# Alerta Roja
Alerta Roja est un groupe de punk rock argentin, originaire de Gerli, Buenos Aires. Il est considéré par la presse spécialisée comme l'un des précurseurs du genre.

## Biographie

### Origines
À la fin des années 1970, l'Argentine est sous dictature militaire. La scène punk rock est un plein déclin aux États-Unis et en Angleterre, ce qui n'est pas le cas en Argentine. À cette période, un jeune homme nommé Pedro Braun, alias Hari-B, fait ses armes au sein du groupe Los Testículos (1978), qui deviendra plus tard Los Violadores (1980). Hari-B doit effectuer son service militaire, et ses collègues, Sergio Gramática et d'autres membres, décident de changer le nom du groupe pour Los Violadores. De ces membres (notamment Horacio « Gamexane » Villafañe, futur membre de Todos Tus Muertos (1985) endossant la guitare) en découlent d'autres groupes comme Los Psicópatas (1979, futur Alerta Roja), et Los Laxantes (1979).

### Hippie Japa
Le groupe, désormais rebaptisé Estado de Sitio, se compose de Pablo Strangler à la guitare, Fernando Contreras à la batterie, et Daniel García à la basse et au chant. Après deux mois de répétitions, le groupe enregistre cinq premières chansons, parmi lesquelles ils choisissent celles qui feront partie de leur première démo. 
À la mi-1981 sort le premier single punk en Argentine, Hippie Japa, des mois après la guerre des Malouines en 1982. Cette démo est publiée en format vinyle 7" sous leur propre label indépendant, Pelmaso Records, et produite par Marcelo Gasió, plus tard claviériste du groupe. « Avec une musique bas de gamme (sic), deux morceaux ont été retenus : Desocupación en face A et Hippie Japa en face B. 50 exemplaires ont été pressés et 48 ont été distribués, un succès », selon le groupe.

## Membres

### Membres actuels
- Sergio Spatavecchia/ Mongo - chant
- El Pela - batterie
- Daniel García/ Pato - basse
- Agustín/ Pesadilla - guitare

### Anciens membres
- Pablo Strangler - guitare
- Fernando Andrés Contreras/ Fernan - batterie
- Marcelo Gasió - claviers
- Sergio Gabriel Ucci - guitare
- Gabriel Sánchez/ Chiflo - saxophone
- Felix - batterie

## Discographie

### Albums studio
- 1983 : Derrumbando la casa rosada
- 1986 : El llanto interior

### EP
- 1981 : Hippie Japa

### Autres
- 1982 : Alerta Roja  (album live, avec Sumo)
- 1985 : Alerta Roja  (album live, enregistré à La Alcantarilla)
- 1987 : Alerta Roja (album live, enregistré à la discothèque Cemento)
- 2013 : Historiko 81-87, la otra cara del punk (compilation)

### DVD
- 1985 : Alerta Roja en vivo en La Alcantarilla.